# Hidrolază
În biochimie, o hidrolază este o enzimă care catalizează hidroliza unei legături chimice. De exemplu, o enzimă care catalizează următoarea reacție este o hidrolază:
A–B + H2O → A–OH + B–H

## Nomenclatură
Numele sistematice ale hidrolazelor sunt de forma "substrat hidrolază." Totuși, numele comune sunt de obicei de forma "substratază." De exemplu, o nuclează este o hidrolază care descompune acizii nucleici.

## Clasificare
Hidrolazele sunt clasificate ca EC 3 în clasificarea EC a enzimelor. Hidrolazele pot fi clasificate în continuare în mai multe subclase, pe baza legăturilor asupra cărora acționează:
- EC 3.1: legături esterice (esteraze: nuclează, fosfodiesterază, lipază, fosfatază)
- EC 3.2: zaharuri (glicozidază, glicozid hidrolază, amilază)
- EC 3.3: legături eterice
- EC 3.4: legături peptidice (protează)
- EC 3.5: legături carbon-azot, cu excepția legăturilor peptidice (asparaginază, urează)
- EC 3.6: anhidridă acidă (anhidridă acid hidrolază, inclusiv helicază și GTPază)
- EC 3.7: legături carbon-carbon
- EC 3.8: legături halogene
- EC 3.9: legături fosfor-azot
- EC 3.10: legături sulf-azot
- EC 3.11: legături carbon-fosfor
- EC 3.12: legături sulf-sulf
- EC 3.13: legături carbon-sulf